# Medunarodni Salon Automobilia

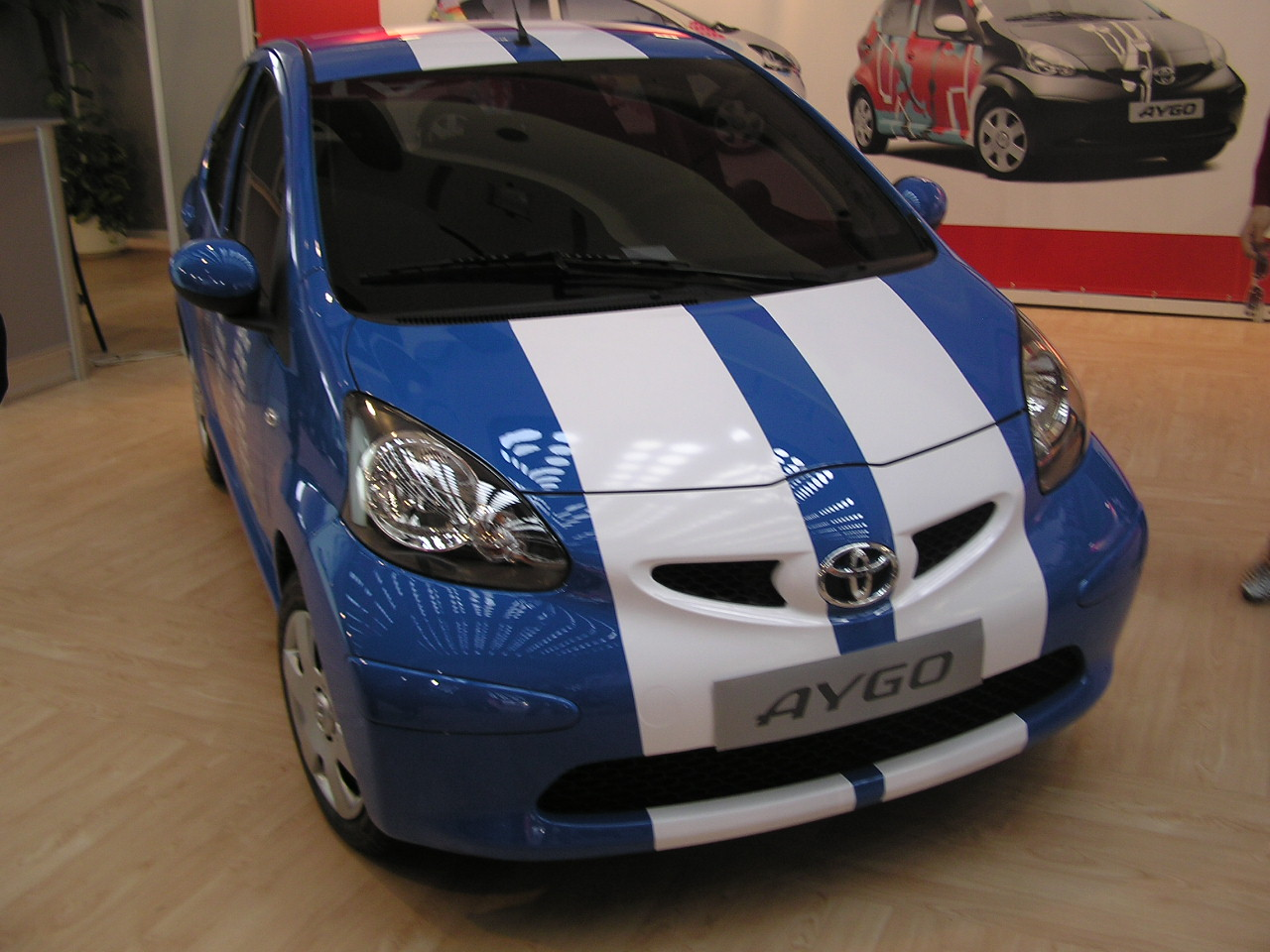
Toyota Aygo op de MSA

De Međunarodni Salon Automobila (MSA), ook wel Belgrade Car Show genoemd, is een autosalon gehouden in Belgrado, de hoofdstad van Servië. De beurs vindt één keer in de twee jaar plaats en wordt tegenwoordig gehouden in de Belgrade Fair, een evenementencentrum in Belgrado.
De eerste MSA werd georganiseerd in 1938 en is met 25000m² een relatief kleine autobeurs. In 2007 kwamen er ruim 200.000 bezoekers op af. Naast enkele lokale fabrikanten is een groot deel van de internationale autofabikanten ook aanwezig om hun modellen te tonen.